# 팬저 드라군
《팬저 드라군》(Panzer Dragoon, パンツァードラグーン)은 세가가 발매한 일련의 비디오 게임 시리즈이다. 1995년 《팬저 드라군》을 시작으로 세가 새턴로 출시된 세 작품은 모두 세가 내 개발진 팀 안드로메다가 제작했으며, 네 번째 게임 《팬저 드라군 오르타 (2002)》는 세가 스마일빗이 개발해 엑스박스로 출시됐다. 게임 제목은 독일어로 '무장한 드래곤'이라는 뜻이다.
《팬저 드라군》은 롤플레잉 비디오 게임인 《아젤: 팬저 드라군 RPG (1998)》를 제외하고 모두 일정 경로를 따라 맵을 진행하며 적을 격투하는 레일 슈팅 게임이다. 전 시리즈 모두 멸망 이후의 세계에서 드래곤을 탄 주인공이 사악한 제국에 대항해 싸우는 이야기를 그린다.

## 게임
- 《팬저 드라군》 (1995)
- 《팬저 드라군 II 쯔바이》 (1996)
- 《팬저 드라군 미니》 (1996)
- 《아젤: 팬저 드라군 RPG》 (1998)
- 《팬저 드라군 오르타》 (2002)

## 기타 매체
첫 번째 게임에 기반한 애니메이션이 1996년 출시된 바 있다.